# ديزي بوترس
ديزيريه ديلانو بوترس (بالهولندية: Desiré Delano Bouterse)‏ (13 أكتوبر 1945 - 23 ديسمبر 2024)، هو عسكري وسياسي سورينامي، شغل منصب رئيس جمهورية سورينام من 12 أغسطس 2010 الى 16 يوليو 2020. مُتهم بجرائم قتل ارتكبها عام 1982 راح ضحيتها مجموعة "من أبرز" المواطنين المثقفين في البلاد: بما في ذلك العديد من الحقوقيين والصحفيين وأساتذة الجامعات.
من مواليد (13 أكتوبر 1945 بضاحية العاصمة باراماريبو)، عضو في الحزب الديمقراطي الوطني في سورينام.

## روابط خارجية
- ديزي بوترس على موقع الموسوعة البريطانية (الإنجليزية)
- ديزي بوترس على موقع مونزينجر (الألمانية)
- ديزي بوترس على موقع ديسكوغز (الإنجليزية)